# Église Saint-Étienne de Connangles
Pour les articles homonymes, voir Église Saint-Étienne.
L'église Saint-Étienne est une église catholique située en France sur la commune de Connangles, dans le département de la Haute-Loire.

## Localisation
L'église est située dans le département français de la Haute-Loire, sur la commune de Connangles.

## Historique
Ancien prieuré affilié à La Chaise-Dieu, mentionné pour la première fois en 1299, l'église a vu la construction du clocher en 1828, suivi d'une surélévation en 1856-1857. En 1935, une reconstruction de la flèche du clocher a été réalisée.

## Description
L'église présente une structure composée d'un chœur séparé par un arc triomphal à doubles rouleaux et d'une nef simple voûtée d'ogives sur deux travées. Une chapelle nord en avancée s'ouvre sur la première travée de la nef. À l'extérieur, le chevet roman est agrémenté d'une corniche soutenue par des modillons sculptés. Le mur Est est doté d'une porte ornée d'une voussure plein cintre, appareillée en rouleaux à ressauts, le deuxième prenant appui sur des colonnes ornées de chapiteaux feuillus et de deux volutes esquissées.

## Protection
L'église, à l'exception du clocher, est inscrite au titre des monuments historiques par arrête du 24 septembre 1987.